# Church Street (Manhattan)
Church Street er en kort, men stærkt benyttet gade i Lower Manhattan. Gaden adskiller Trinity Church fra American Stock Exchange og udgør den østlige kant af World Trade Center-komplekset, som blev destrueret under terrorangrebene den 11. september 2001. Gaden ender mod syd på Trinity Place, og mod nord på Canal Street.